# Teresa Janina Kierocińska
Pour les articles homonymes, voir Marie-Thérèse et Marie de Saint-Joseph (homonymie).
Teresa Janina Kierocińska (1885-1946), en religion Marie-Thérèse de Saint-Joseph (à ne pas confondre avec Marie-Thérèse de Saint Joseph, carmélite allemande), également appelée Mère de Zaglebie, est une religieuse polonaise du début du XXe siècle, fondatrice des carmélites de l'Enfant-Jésus. 
En 1921 elle fonde à Cracovie (avec le père Anzelm Gądek) la congrégation des carmélites de l'Enfant-Jésus, qui a pour but l'éducation des enfants. Durant la Seconde Guerre mondiale, elle cache des soldats et des résistants, mais également des juifs et des enfants juifs condamnés aux camps de concentration. Pour ses actions envers les juifs, elle reçoit à titre posthume en 1993 la médaille des Juste parmi les nations.
Sa cause en béatification est ouverte en 1983. Elle est reconnue vénérable par l'Église catholique en 2013.

## Biographie

### Enfance
Janina Kierocińska est née le 14 juin 1885 à Wieluń, en Pologne. Sa famille fait partie de la noblesse terrienne, et elle est dotée d'un grand esprit patriotique. Fille de d'Antoni Kierocinska et d'Antonina Głowienkowskiej, elle est la septième enfant du couple (et la cadette),. Elle est baptisée une semaine après sa naissance. Muette jusqu'à l'âge de trois ans, elle se met à parler brutalement, au retour d'un pèlerinage à Jasna Góra. Sa mère Antonina a rapporté que son premier mot a été « Jésus ».
Enfant, elle se rend à l'école et va souvent prier dans l'église Saint Barbara (pl) devant l'image de Notre-Dame de la Consolation. Jusqu'à l'âge de 9 ans, elle suit sa scolarité en russe (la région fait alors partie de la Russie, et la langue officielle est le russe). Puis ses parents l'inscrivent dans une école privée donnant la majeure partie de ses cours en polonais. Dans cette école, la jeune Janina a laissé à ses enseignants et camarades de classe, le souvenir d'une élève agréable, très bonne élève, faisant preuve de modestie, de générosité et de dévouement.
Lors de sa première communion, le 9 juin 1895, elle sent monter le désir de « se consacrer totalement à Dieu ». Durant sa jeunesse, elle découvre les œuvres de sainte Thérèse d'Avila, qui aura une grande influence sur la vie spirituelle. Jeune fille, elle développe une vie de prière et de pénitence.
Toutefois, son projet de vie religieuse rencontre des difficultés de la part de ses parents : son père est fermement opposé à son entrée dans les ordres. Le 14 juin 1901, elle obtient son diplôme d'études secondaires (avec de bonnes notes) et laisse l'image d'une élève exemplaire. Elle part alors durant deux ans suivre des cours de couture.
Son père veut la marier et la faire héritière de tous ses biens. Janina refuse le projet de mariage, déclarant à son père qu'elle « a choisi l'époux le plus cher "Jésus" et que personne ne peut le remplacer ». Son père s'entête, il fait venir à la maison de nombreux prétendants : la jeune fille les reçoit courtoisement, mais les éconduit chacun leur tour.
En 1903, elle part à Varsovie, dans la Congrégation des Sœurs de la Charité où elle retrouve son amie Rosalie Pawelska. Elle y reste six semaines, travaillant à l'hôpital l'Enfant-Jésus (pl), géré par des religieuses. Mais son père envoie son fils Stanislaw pour la forcer à quitter Varsovie et rentrer au domicile familial,.

### Entrée au Carmel et fondation
En 1907, elle se rend au couvent des sœurs Bernardines du monastère à Wielun et demande à y être admise. Les religieuses, qui apprécient la jeune fille et aimeraient bien accéder à sa demande, vont néanmoins la débouter, par crainte de son père, car celui-ci n'a pas encore exprimé son consentement pour que sa fille entre au couvent (elles craignaient des répercussions de la colère paternelle). Elle rentre alors au domicile familial et aide sa mère dans les tâches ménagères. Elle prend également en charge les enfants de son frère Francis Alexander, dont l'épouse est décédée, et s'occupe de leur éducation.
En 1909, elle prend comme directeur spirituel le père carme déchaux Anzelm Gądek, qu'elle a rencontré lors d'un pèlerinage au  sanctuaire marial de Czerna (pl). Cette rencontre avec le père Gadek aura une influence majeure sur son parcours de vie. En 1914, Janina devient membre du Tiers-ordre du Carmel et y prend le nom de Teresa.
Son père décède le 17 mai 1921. Quelque temps plus tard, sa mère lui donne son autorisation d'entrer dans les ordres. Le 31 décembre 1921, mère Thérèse fonde à Cracovie, avec le père Anzelm Gądek la congrégation des carmélites de l'Enfant-Jésus, qui a pour but l'éducation des enfants. Elle en devient la première supérieure générale, fonction qu'elle exercera jusqu'à sa mort. En 1922, elle fonde une nouvelle communauté à Sosnowiec, avec l'aide du père Franz Karl Raczynski, recteur de l'église du Sacré-Cœur de Jésus (pl).
Dans son monastère de religieuses, elle fonde « la pépinière » : des ateliers de broderie et de couture pour les filles, ainsi qu'une école de quatre classes pour les enfants pauvres. Elle organise également des retraites et des réunions de formation pour les jeunes femmes (KSM) et pour les parents (Cercle des mères). C'est à ce moment qu'elle commence à être appelée « la mère de Zagłębia (pl) ».
Le 3 octobre 1934, elle fait sa profession perpétuelle de religieuse au sein de sa fondation, où elle prend le nom de Marie-Thérèse de Saint-Joseph.

### Durant la guerre
Au cours de la Seconde Guerre mondiale elle porte assistance aux réfugiés, distribue de la nourriture pour les pauvres, organise un orphelinat pour les enfants dont les parents sont morts ou ont disparu durant la guerre. Elle organise clandestinement des formations scolaires. Durant l'occupation, elle donne également refuge aux partisans de l'Armée (des membres de la division d'infanterie AK 23 de la région de Silésie commandée par Stanislaw Wencel (pl)) qu'elle cache et nourrit dans ses bâtiments. Elle soigne également les maquisards et les partisans blessés. Elle propose d'aider les prisonniers d'Auschwitz, en mettant en place une livraison de colis alimentaires dans le camp. Mère Thérèse donne refuge aux filles qui sont réquisitionnées pour aller travailler en Allemagne,. 
À partir de 1943, le monastère de Sosnowiec cache des enfants et des adultes d'origine juive. L'orphelinat dirigé par les Sœurs cache également des enfants provenant des camps de concentration (y compris le camp situé dans sa ville). Après l'échec de l'insurrection de Varsovie, elle réussit à sauver un groupe d'enfants qui était dirigés vers le camp d'Auschwitz. Elle envoie plusieurs de ses religieuses en Allemagne pour s'occuper des enfants (qui y ont été déportés).

### Après la guerre
Après la guerre, Mère Teresa, ainsi que sa communauté, reprend les activités d'éducation, d'enseignement du catéchisme dans les écoles, et des actions de charité.

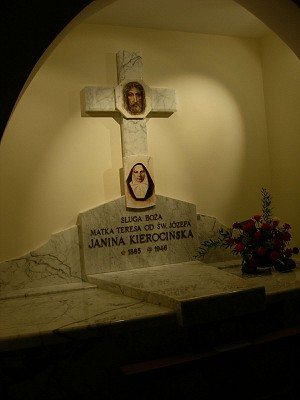
Tombe de Mère Thérèse dans l'église de la maison Mère à Sosnowiec.

Le 12 juillet 1946, elle décède à Sosnowiec, des suites de complications causées par une péritonite purulente. Ses obsèques ont lieu le 15 juillet, dans la cathédrale de Sosnowiec. Elle est inhumée dans le cimetière de Sosnowiec. Le 31 mars 1982, sa dépouille est exhumée pour être déposée dans l'église de la Maison Mère (de sa congrégation) à Sosnowiec.

## Reconnaissance
Pour avoir sauvé des Juifs durant l'occupation nazie, elle a reçu le 11 mai 1993, la médaille des Juste parmi les nations décernée par l'Institut du Souvenir des Martyrs et des Héros de l'Holocauste à Jérusalem. 
Jean-Paul II évoque son souvenir en juin 1999, lors de son voyage à Sosnowiec.

### Béatification
Son Procès en béatification débute le 18 juin 1983. Le décret de validité de la cause est signé le 11 mai 1991. Le dossier est présenté pour la positio le 9 juillet 1994.
Mère Teresa est déclarée vénérable par le pape François le 2 mai 2013.
Elle est fêtée le 12 juillet.